# Atilà de Zamora
Atilà de Zamora (Tarassona, ca. 850 - Zamora, 916) va ser el primer bisbe de Zamora. Venerat com a sant per l'Església catòlica, és el sant patró de Zamora.

## Vida
Probablement, descendia d'una família noble i aviat va triar la vida religiosa, ingressant a un monestir benedictí, d'on va passar al de Sahagún i hi fou ordenat sacerdot. Va conèixer Froilà de Lugo i amb ell emprendrà una reforma de la vida eremítica i una comunitat monàstica. Tots dos es retiren a les muntanyes de Lleó, al mont Corueño. La gent, però, que els veia com a homes sants, acudien a l'eremitori a sentir les seves paraules; entre ells, alguns volien quedar-se a acompanyar-los en aquella manera de viure. Forçats per aquestes demandes, van fundar un monestir en la vila de Veseo, on va arribar a haver-hi tres-cents monjos.
La seva fama creix i són cridats pel rei Alfons III a Oviedo, capital del regne. El rei, per continuar l'obra de repoblació que havia començat el seu pare als territoris del regne astur-lleonès, fins al Duero, va veure que l'establiment de monestirs era un bon mitjà per a colonitzar-los. Froilà i Atilà van ésser els encarregats de dur a terme aquestes fundacions: van fundar dos grans monestirs prop la frontera, el de San Salvador de Tábara, on va arribar a haver-hi 600 monjos d'ambdós sexes (separats), i Santa María de Moreruela, amb 200 monjos, tots dos a la província de Zamora. En aquest, Froilà en fou abat i Atilà el prior.
L'any 900 el rei va nomenar Atilà bisbe de Zamora mentre feia Froilà bisbe de Lleó. Consagrat el 19 de maig de 900, no es coneix què va fer a la diòcesi. Va morir l'any 916 i fou enterrat a l'església de San Pedro y San Ildefonso de la ciutat.

## Veneració

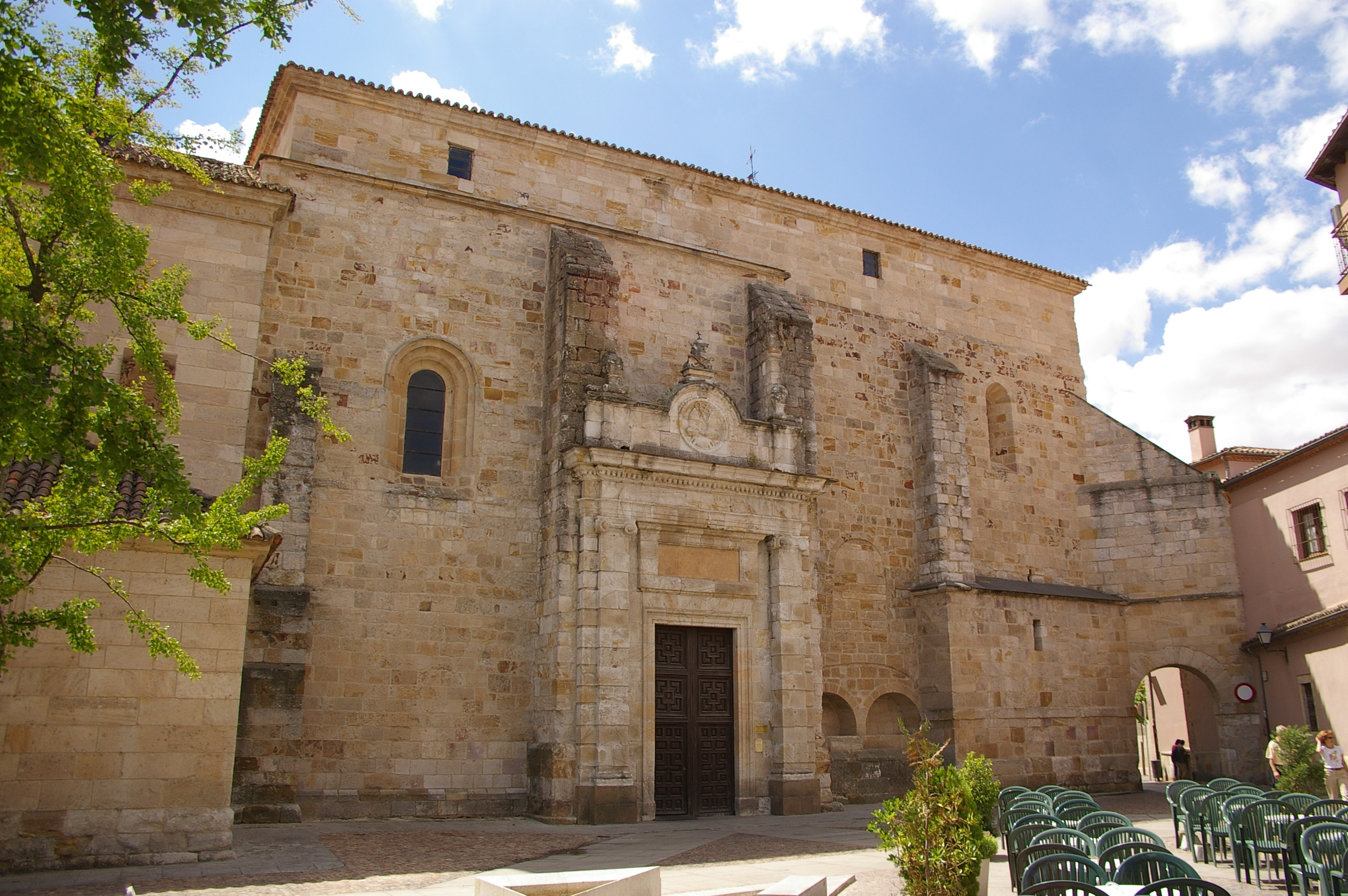
Església de S. Pedro y S. Ildefonso (Zamora), amb les restes del sant,

Com Froilà, ben aviat va començar a ser venerat com a sant. Amb el temps, va ser proclamat sant patró de la ciutat i la diòcesi de Zamora.

### Llegendes
Hom diu que el dia de la seva consagració episcopal se li aparegué l'Esperit Sant en forma de colom. També se'n diu que el pont sobre el riu Duero s'enfonsà mentre fugia dels musulmans, fent morir els seus perseguidors.
Una llegenda diu que anà a Jerusalem com a pelegrí. En sortir de Zamora, va prendre el seu anell de bisbe i el va llençar al riu, esperant recuperar-lo en tornar com a senyal del perdó de Déu pels pecats seus de joventut. Dos anys després va tornar a Zamora d'incògnit i fou acollit com a hoste a l'ermita de San Vicente de Cornu. Quan hi preparaven el sopar, va obrir un peix que li havien donat com a almoina i va trobar que dintre hi havia l'anell. Les campanes de la ciutat van picar soles i els zamorans van anar a rebre'l, i ell, miraculosament, aparegué vestit amb els ornaments de bisbe.